# یاسمین مظفری
یاسمین مظفری کارگردان و فیلمنامه‌نویس کانادایی-ایرانی است، که در سال ۲۰۱۹ در هفتمین دوره جشنواره جایزه هنرهای تصویری کانادا جایزه‌ٔ بهترین کارگردانی را برای اولین فیلم بلندش آتش‌بازی دریافت کرد.

## زندگی‌نامه
مظفری متولد ساسکاتون، ساسکاچوان است. پدرش (درگذشته) ایرانی است که در زمان انقلاب ایران از تهران به کانادا مهاجرت کرده بود. مادر وی اهل پرووست، آلبرتا است. مظفری قبل از رفتن به تورنتو جهت تحصیل در رشته مطالعات فیلم دانشگاه رایرسون، در بری، انتاریو بزرگ شد.

## حرفه
مظفری در سال ۲۰۱۳ از دانشگاه رایرسون فارغ‌التحصیل شد. فیلم پایان‌نامه دانشجویی او، آتش‌بازی، در سال ۲۰۱۳ در جشنواره بین‌المللی فیلم تورنتو به نمایش درآمد. او پس از فارغ‌التحصیلی فیلم‌های کوتاه موج (۲۰۱۵) و و خواب روی پیست (۲۰۱۸) را کارگردانی کرد که فیلم کوتاه موج در جشنواره بین‌المللی فیلم ونکوور به نمایش درآمد.

### آتش‌بازی
مظفری فیلم کوتاه پایان‌نامه خود با نام آتش‌بازی را به اولین فیلم بلند خود گسترش داد. آتش‌بازی از طریق سرمایه برنامه "Talent to Watch" شرکت تله فیلم کانادا ساخته شده‌است. این فیلم در سال ۲۰۱۸ در جشنواره بین‌المللی فیلم تورنتو به نمایش درآمد و در سراسر جهان اکران شد و در جشنواره بین‌المللی فیلم استکهلم برنده جایزهٔ بهترین فیلم شد. در دسامبر ۲۰۱۸، جشنواره بین‌المللی فیلم تورنتو این فیلم را به‌عنوان یکی از فیلم‌های فهرست ده فیلم برتر کانادا در پایان سال معرفی کرد.
این فیلم در سینماهای کانادا و ایالات متحده آمریکا اکران شد و منتخب منتقدان نیویورک تایمز شد.

## افتخارات
مظفری در مارس ۲۰۱۹ در هفتمین دوره جشنواره جایزه هنرهای تصویری کانادا برندهٔ جایزهٔ بهترین کارگردانی شد. کارهای وی توسط نیویورک تایمز، مجله کرکس، لس آنجلس تایمز، هالیوود ریپورتر، و ورایتی مورد تقدیر و ستایش قرار گرفته‌است.
پیتر دبروژ از مجله ورایتی در بررسی خود از آتش‌بازی، یاسمین مظفری را «یک استعداد بزرگ» قلمداد و او را با «آندریا آرنولد جوان» مقایسه کرد.
در مارس ۲۰۲۰، مظفری یکی از ۸ نویسنده‌ای بود که برای توسعه فیلم بلند بعدی خود از طریق استودیوی نویسندگان جشنواره بین‌المللی فیلم تورنتو انتخاب شد.